# Bordertown (série de televisão)
Bordertown (finlandês: Sorjonen) é uma série de televisão finlandesa do gênero noir nórdico criada por Miikko Oikkonen e estrelado por Ville Virtanen como o detetive Kari Sorjonen. Estreou na Finlândia em 16 de outubro de 2016 na Yle TV1. A série foi renovada para uma segunda temporada que estreou em 7 de outubro de 2018. Uma terceira temporada estreou em dezembro de 2019.
Além de seu país de origem, a série também recebeu elogios internacionalmente; um dos fãs da série inclui o autor americano Stephen King, entre outros.

## Elenco e personagens

### Principal
- Ville Virtanen como detetive Kari Sorjonen
- Matleena Kuusniemi como Pauliina Sorjonen
- Anu Sinisalo como detetive Lena Jaakkola
- Lenita Susi como Katia Jaakkola
- Kristiina Halttu como detetive superintendente Taina Perttula
- Olivia Ainali como Janina Sorjonen
- Ilkka Villi como detetive Niko Uusitalo

### Recorrentes
- Max Bremer como coronel Hannu-Pekka Lund
- Matti Laine como Risto Susi-Huhtala
- Jasmin Hamid como Jenna "Jänis" Luhta
- Janne Virtanen como Robert Degerman
- Mikko Leppilampi como Mikael Ahola
- Laura Malmivaara como Anneli Ahola
- Niina Nurminen como Johanna Metso
- Elias Salonen como Elias Ström
- Eriikka Väliahde como Satu-Maria Porttila
- Svante Martin como  Gösta Liljeqvist
- Satu Paavola como Veera Niemi
- Maria Kuusiluoma como Jaana Erkki
- Johan Storgård como  Tuomas Heikkinen
- Robert Enckell como  Paul Degerman

## Episódios
| Temporada | Temporada | Episódios | Episódios | Originalmente exibido | Originalmente exibido |
| Temporada | Temporada | Episódios | Episódios | Estreia da temporada  | Final da temporada    |
| --------- | --------- | --------- | --------- | --------------------- | --------------------- |
|           | 1         | 11        | 11        | 16 outubro 2016       | 25 dezembro 2016      |
|           | 2         | 10        | 10        | 7 outubro 2018        | 9 dezembro 2018       |
|           | 3         | 10        | 10        | 1 dezembro 2019       | 2 fevereiro 2020      |

## Prêmios e indicações
Bordertown ganhou o Golden Venla Awards 2017 de Melhor Série Dramática, Melhor Ator (Ville Virtanen) e Melhor Atriz (Anu Sinisalo).